# 马林卡·加里奇

马林卡·加里奇（Marinko Galič，1970年4月22日—），斯洛文尼亚足球运动员，司职后卫。曾经代表斯洛文尼亚参加2000年欧洲杯和2002年世界杯。在2003年曾经在中国足球俱乐部山东鲁能泰山效力。